# Pavel Mihajlovics Tretyjakov

P. Tretyjakov szobra a Tretyjakov Galéria előtt (Moszkva)

Pavel Mihajlovics Tretyjakov (oroszul Павел Михайлович Третьяков; Moszkva, 1832. december 27. — Moszkva, 1898. december 16.) híres orosz műgyűjtő, a legnagyobb orosz képtár, a moszkvai Állami Tretyjakov Galéria alapítója.

## Életpályája
Gazdag textilkereskedő családban látta meg a napvilágot, a családnak textilgyára is volt, 5000 munkást foglalkoztattak. Pavel Mihajlovics Tretyjakov Szergej öccse üzleti útjai során számos festményt beszerzett. A Tretyjakov családnak jól ment az üzlet, több textilgyárat is létesítettek, az apa halála után Pavel foglalkozott az üzlettel élete végéig, de közben foglalkozhatott azzal, amit szeretett, festmények gyűjtésével. 
Legkorábban holland festményeket vásárolt és a régi orosz művészet kincseit gyűjtötte, de hamarosan felfigyelt a kortárs orosz festészetre, amely ekkor már a hagyományos bizánci stílust elhagyva kezdett betagozódni az euroatlanti kultúrába. A Vándorkiállítási Társaság járta Európát, igyekeztek bemutatni saját művészetüket. Pavel Tretyjakov főleg a Vándorkiállítók Társaságához tartozó oroszországi művészek (Arhip Ivanovics Kuindzsi, Vaszilij Grigorjevics Perov, Vaszilij Ivanovics Szurikov, Ilja Jefimovics Repin, Abram Jefimovics Arhipov stb.) képeit vásárolta. Műgyűjtésének az is kedvezett, hogy az elszegényedő oroszországi nemesi családok kezdték eladni magángyűjteményeiket, s ezeket Pavel Tretyjakov meg tudta vásárolni. Közben arra is volt gondja, hogy a fiatal festőtehetségeket támogassa, de ezek mellett a siket gyermekek taníttatását, s a kórházakat is támogatta, számos jótékonysági szervezetet tartott fenn. 
Kulturális vonatkozásban egyre inkább foglalkoztatta az a gondolat, hogy egy nyilvános orosz nemzeti galériát hozzon létre, amely számos ember művelődését szolgálja, elgondolásaiban igen nagy szerepet játszott az 1856-ban alapított Brit Nemzeti Képtár példája. Műértőkkel tanácskozott vásárlásai kapcsán, házában nemcsak az üzletemberek, hanem a művészek is szívesen látott vendégek voltak, köztük az író Turgenyev, a zeneszerző Csajkovszkij, festők: Repin, Szurikov, Vasznyecov és Kramszkoj.
1872-ben már több mint 150 festmény volt Pavel Tretyjakov tulajdonában, ez már egy akkora gyűjtemény, hogy ennek számára már egy új házat épített Moszkvában, a gyűjtemény további gyarapodása idején a kiállítási termek tovább szaporodtak. 1881-ben meg is nyitotta galériáját a nyilvánosság számára. Öccsével, Szergejjel is együttműködött a vásárlások kapcsán, sokszor azokat a képeket, amelyekre már Szergejnek nem tellett a pénzéből, Szergej javaslatára Pavel vásárolta meg. Szergej 1892-ben bekövetkezett halála után a két gyűjtemény egyesült, Szergej 82 festményből álló gyűjteményével gyarapodott a Tretyjakov Galéria. A Tretyjakov testvérek gyűjteményét Pavel még életében, 1893-ban Moszkva városának ajándékozta. A gyűjtemény ekkor 1287 orosz festményt, 518 rajzot, 9 szobrot, 75 külföldi festményt és 9 rajzot tartalmazott. Értéke mintegy 1.430.000 rubel, melyet felülmúl a gyűjtemény eszmei értéke.

## Családja
1865-ben nősült, felesége Vera Nyikolajevna Mamontova. Négy leány- és két fiúgyermekük született (egyikük meghalt 8 éves korában). Vera Tretyjakova asszony zeneértő egyéniség volt, zenei érzékét leányai is örökölték. Harmonikus családi életet éltek, az atya hagyta az ő elgondolásaikat érvényesülni, mondhatni éppen úgy, mint a művészek esetében, a művészektől sem követelte meg, hogy az ő elgondolásai szerint fessenek, sőt elvárta, hogy a saját elgondolásaik szerint alkossanak.
Pavel Mihajlovics Tretyjakov 1898-ban hunyt el Moszkvában, a Danilov temetőben helyezték örök nyugalomra, de 1948-ban hamvait áthelyezték a Novogyevicsij temetőbe.

## Emlékezete

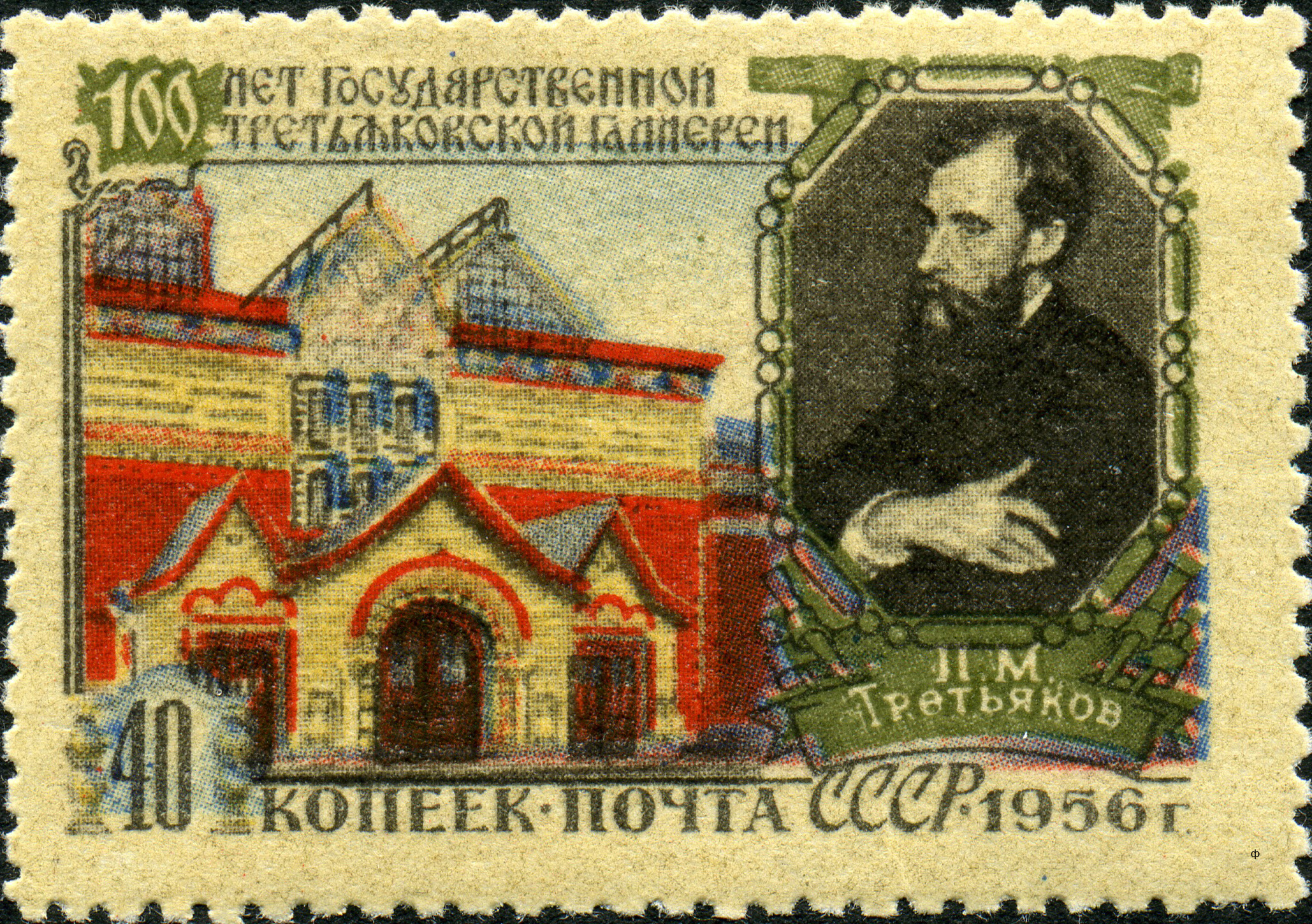
Emlékbélyeg (1956)
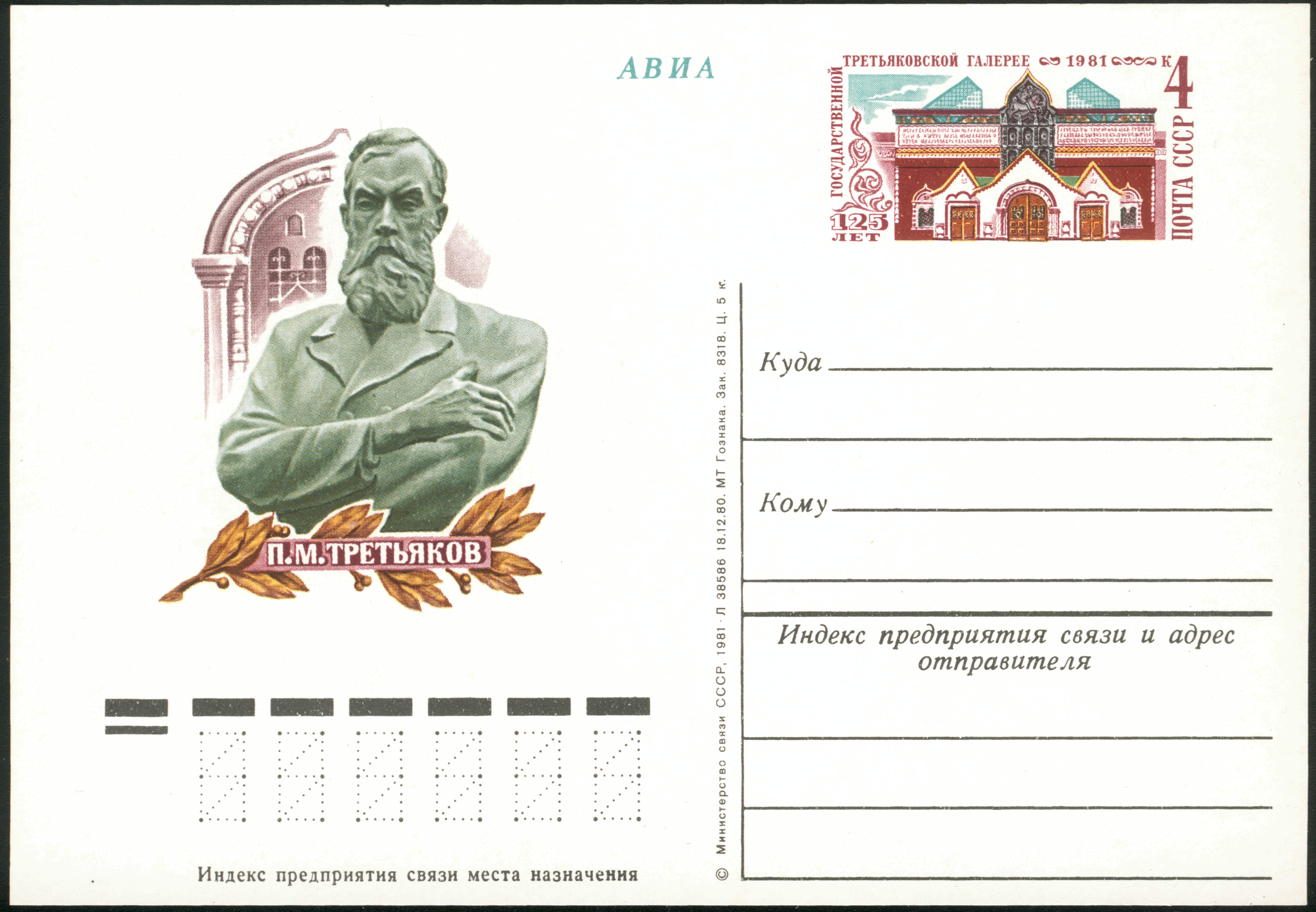
Képeslap (1981)
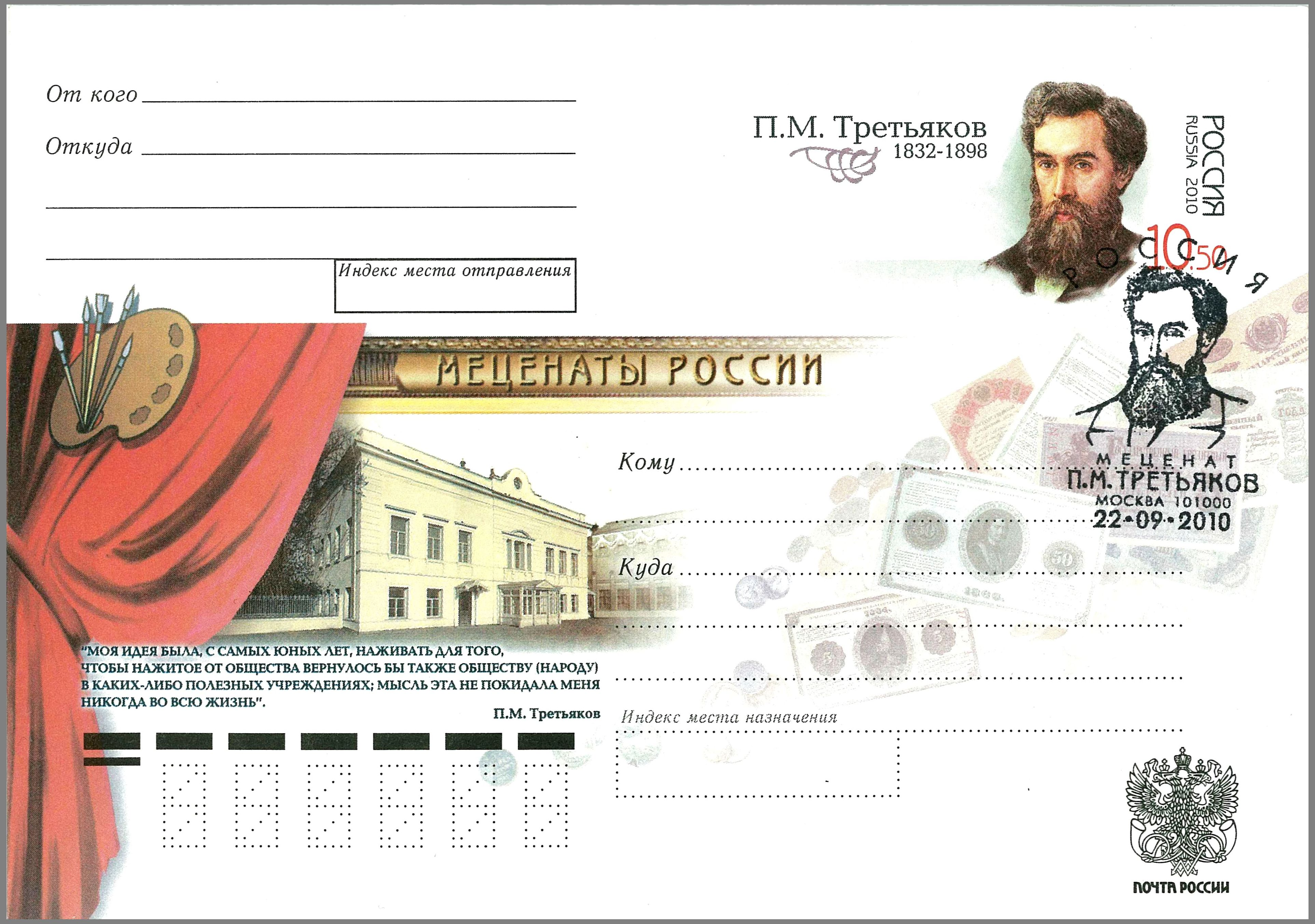
Boríték (2010)